# Mirmande
Mirmande is een gemeente in het Franse departement Drôme (regio Auvergne-Rhône-Alpes). De plaats maakt deel uit van het arrondissement Valence. Mirmande is lid van Les Plus Beaux Villages de France. De gemeente telde 606 inwoners op 1 januari 2022.

## Geografie
De oppervlakte van Mirmande bedraagt 26,45 vierkante kilometer; de bevolkingsdichtheid is 22 inwoners per km² (per 1 januari 2019).

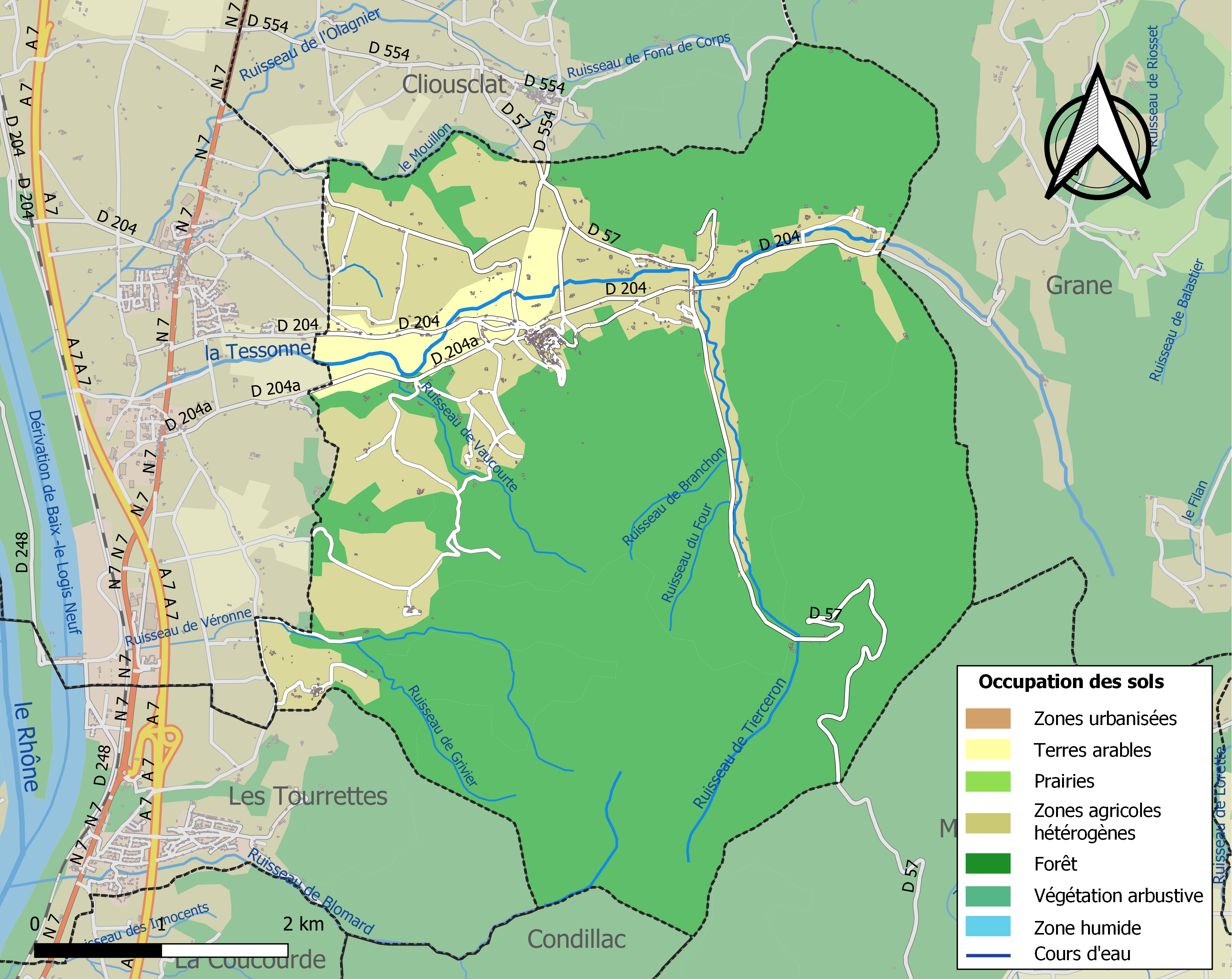
Kaart van de gemeente met belangrijkste infrastructuur, bodemgebruik en omliggende gemeenten

## Demografie
Onderstaande figuur toont het verloop van het inwonertal (bron: INSEE-tellingen).